# Brasão de armas da Rússia
O brasão de armas da Rússia vem do antigo Império Russo, e foi restaurado depois do desmembramento da União Soviética. Mesmo que ele tenha sofrido várias alterações desde o reinado de Ivã III de Moscou (1462 - 1505), o atual Brasão de Armas deriva de várias versões precedentes. O esquema cromático geral corresponde ao início do século XV. A forma da águia pode ser rastreada até os tempos de Pedro, o Grande (Pedro I da Rússia).

## São Jorge e o dragão
Os dois principais elementos simbólicos do Estado russo (as duas cabeças de águia e São Jorge matando o dragão) são anteriores a Pedro, o Grande. O Grande Selo de Ivã III, duque de Moscovo, caracterizado por um cavalo matando (ou lutando com) um dragão. O valor não foi oficialmente identificado como São Jorge até 1730, quando foi descrito como tal num decreto imperial. A forma mais antiga (conhecido como São Jorge -o estandarte da Vitória, "Победоносец"), foi sempre associado com a Moscóvia, tornando-se mais tarde nas armas oficiais da cidade de Moscovo. A primeira representação gráfica de um cavaleiro com uma lança (1390) os montantes num selo do príncipe de Moscovo, Basílio II. A serpente ou dragão foi adicionado ao abrigo de Ivan III. São Jorge doravante tornou-se o padroeiro de Moscovo (e, por extensão, da Rússia). Hoje, a descrição oficial não faz referência ao piloto sobre o escudo central como representando São Jorge, principalmente, a fim de manter o carácter laico do moderno Estado russo.

## A águia de duas cabeças

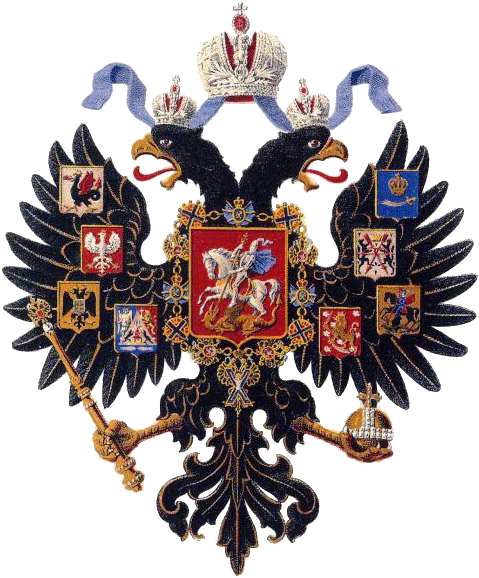
Brasão de armas do Império Russo em sua versão final, de 1883.

A águia de duas cabeças foi aprovada por Ivan III após o seu casamento com a princesa bizantina Sofia Paleóloga, cujo tio, Constantino XI Paleólogo, foi o último imperador bizantino. A dupla águia foi o símbolo oficial do estado do falecido Império Bizantino, abrangendo tanto o Oriente como o Ocidente. É, entre outros aspectos, símbolo da unidade da Igreja e do Estado. Após a queda de Constantinopla para os turcos, em 1453, Ivan III e seus herdeiros consideraram Moscovo (Moscou), para ser o último baluarte da verdade ortodoxa, da fé cristã e, com efeito, do último Império Romano (daí a expressão "Terceira Roma" Para Moscovo e - por extensão - para o conjunto da Rússia Imperial). A partir de 1497, relativamente à dupla águia foi proclamada pela soberania russa e igualmente ao do Sacro Império Romano da Nação Alemã. A primeira prova oficial da dupla águia como um emblema da Rússia é sobre o grande selo do príncipe, carimbado em 1497 sobre uma Carta de partilhar e colocação dos príncipes independentes. Ao mesmo tempo, a imagem da dupla águia dourada sobre fundo vermelho apareceram nas paredes do Palácio das Facetas no Kremlin.

## Dos Romanov aos dias de hoje

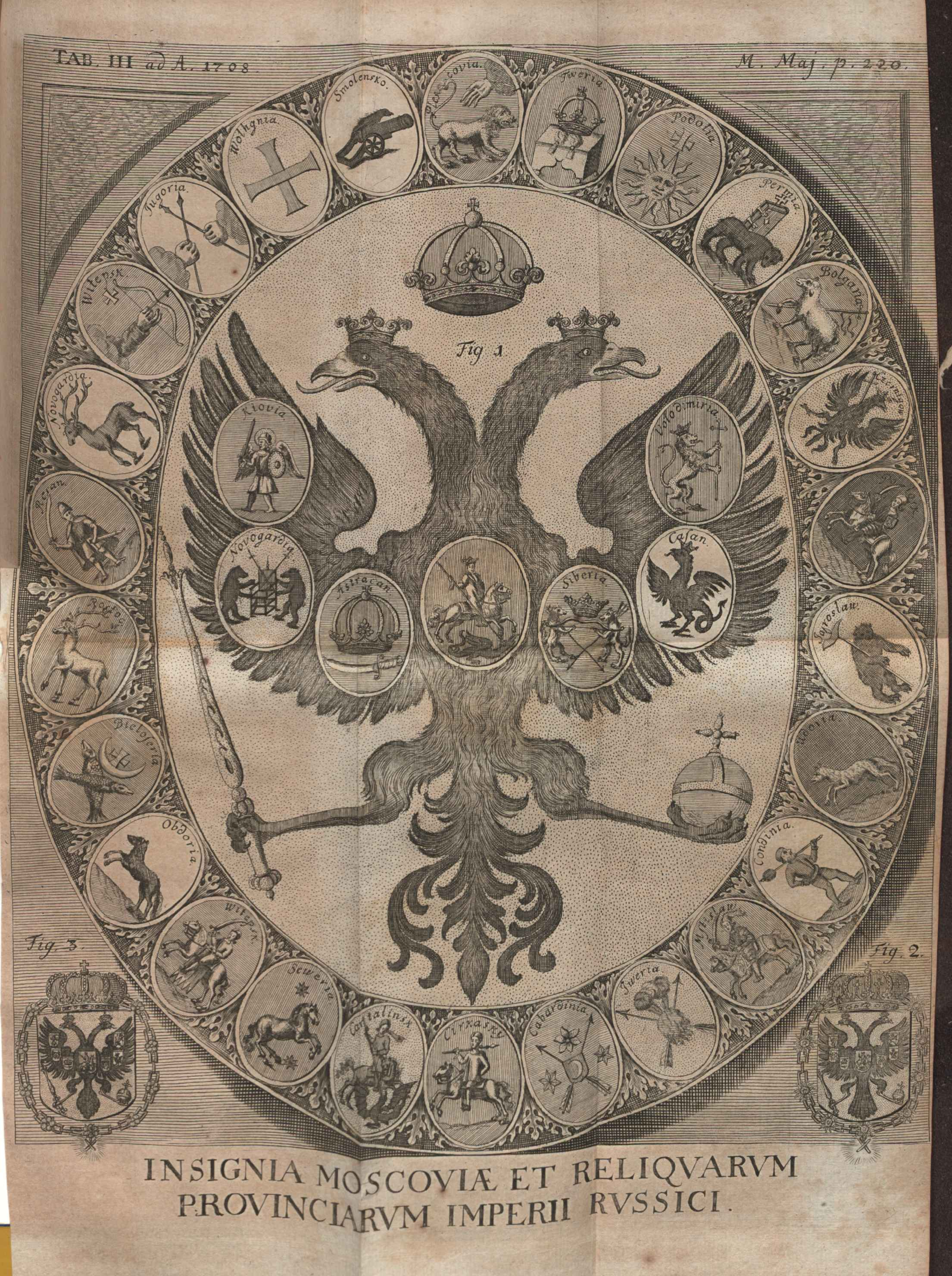
Brasão de armas da Rússia publicado em, 1708

Sob o primeiro czar da dinastia Romanov, Miguel I, a imagem do brasão de armas mudou. Em 1625 a dupla águia foi adornada com três coroas pela primeira vez. Através do tempo, a segunda alternativa tem sido interpretada na conquista dos reinos de Kazan, Astrakhan e Sibéria, ou como a unidade da Grande Rússia (Rússia), Pequena Rússia (hoje Ucrânia) e Rússia Branca (Bielorrússia). Hoje, a coroa imperial para a unidade e para a soberania da Rússia como um todo e nas suas subdivisões (repúblicas e regiões). Os seres transgénicos e os ceptros são símbolos heráldicos tradicionais do poder soberano e da autocracia. Foi decidido mantê-las no moderno Brasão de Armas da Rússia, não obstante o facto de a Federação Russa não ser uma monarquia, o que levou a acusações pelos comunistas. No entanto, depois de ter perdido tanto a faixa azul da Ordem de Santo André e do apoio das três coroas e os correspondentes da Cadeia de Moscovo em torno do escudo, o moderno Brasão de Armas da Rússia foi adoptado por decreto em 1993, bem como o correspondente direito de acto do presidente Vladimir Putin em 20 de Dezembro de 2000.